# Afonso Gonçalves Baldaia

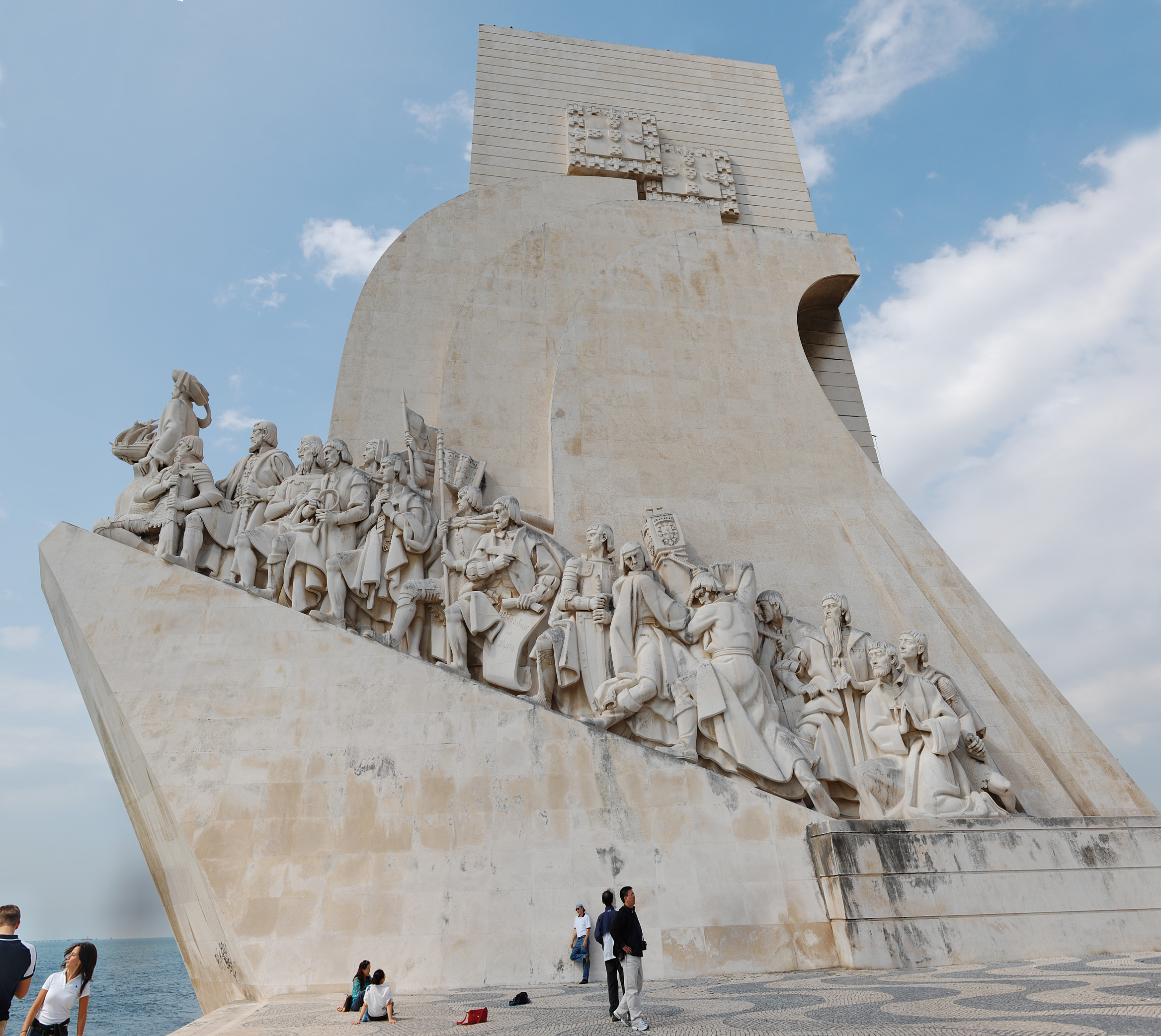
Památník objevitelů v Lisabonu, na kterém jsou sochy významných portugalských osobností. Afonso Gonçalves Baldaia je mezi nimi.

Afonso Gonçalves Baldaia (15. století) byl portugalský mořeplavec ve službách prince Jindřicha Plavce. V roce 1435 se účastnil výpravy Gila Eanese. Proplul v té době kolem obávaného mysu Búdždúr dál na jih, čímž se spolu s Eanesem stali prvními Evropany, kterým se to podařilo. Pluli dál na jih, kde objevil zátoku, kterou pokládal za ústí legendární Zlaté řeky. Území pojmenoval Rio de Oro a pustil se do hledání zlata, které nenalezl. Nejjižněji kam s Eanesem dopluli bylo území asi 150 kilometrů jižně od mysu Búdždúr, kde přistáli u pustého pobřeží dnešní Západní Sahary, přesto tam objevili stopy lidí.